# تیتوی کوچک و بیگانه‌ها (فیلم)
تیتوی کوچک و بیگانه‌ها (به انگلیسی: LITTLE TITO AND THE ALIENS) فیلمی به کارگردانی پائولا لیویا رندی محصول سال ۲۰۱۸ است.

## داستان
تیتو، دانشمندی که روی پروژه‌ای محرمانه برای دولت آمریکا مشغول به کار است، در چشم خواهرزاده‌هایش، آنیتای ۱۴ ساله و تیتوی کوچک هفت ساله عموی افسانه‌ای آمریکایی است. بچه‌ها در پی از دست دادن والدینشان به نوادا می‌روند تا با عمویشان زندگی کنند، اما در آن‌جا با پروفسوری افسرده، کویری برهوت و منطقه مرموز ۵۱ روبه‌رو می‌شوند.

## جشنواره جهانی فیلم فجر
این فیلم در بخش سینمای سعادت (مسابقه بین‌الملل) سی و ششمین جشنواره جهانی فیلم فجر حضور داشت. این جشنواره از ۳۰ فروردین تا ۶ اردیبهشت ۱۳۹۷ در شهر تهران برگزار شد.